# 巴富薩姆
巴富薩姆是非洲中西部國家喀麥隆的城鎮，也是西部省的首府，海拔高度1,521米，是該地區的商業樞紐，居民種植咖啡、煙草和茶葉，2010年人口383,191。
05°28′N 10°25′E / 5.467°N 10.417°E